# 유로그룹
유로그룹(Eurogroup)은 유로를 통화로 사용하는 유럽 연합의 회원국인 유로존 각국의 재무 장관에 의한 회의이다. 환율 유로와 안정 · 성장 협약 등 유럽 연합의 경제 통화 동맹을 위협하는 안건 등에 대한 정치적 통제를 담당하고 있다. 
2020년 4월 현재 유로그룹 의장은 마리오 센테노이다. 유로그룹 회의는 유럽 연합 이사회의 경제 재정 이사회 전날 행해진다. 유로그룹은 경제 재정 이사회와 관련이 있고, 경제 재정 이사회의 유로 관련 안건은 유로그룹의 국가 만이 투표에 참가하게 되어있다. 또한 유로그룹은 리스본 조약의 발효에 의해 법적 근거를 갖게되었다.

## 같이 보기
- 유럽 국가 부채 위기